# Вест Кенебанк (Мејн)
Вест Кенебанк (енгл. West Kennebunk) насељено је место без административног статуса у америчкој савезној држави Мејн.

## Демографија
По попису из 2010. године број становника је 1.176, што је 367 (45,4%) становника више него 2000. године.
| Група             | 2000.       | 2010.         |
| Белци             | 782 (96,7%) | 1.130 (96,1%) |
| Афроамериканци    | 1 (0,1%)    | 4 (0,3%)      |
| Азијати           | 7 (0,9%)    | 23 (2,0%)     |
| Хиспаноамериканци | 10 (1,2%)   | 9 (0,8%)      |
| Укупно            | 809         | 1.176         |